# 11984 Мане
11984 Мане (11984 Manet) — астероїд головного поясу, відкритий 20 жовтня 1995 року.
Тіссеранів параметр щодо Юпітера — 3,396.